# Frauenwahlrecht im Vereinigten Königreich

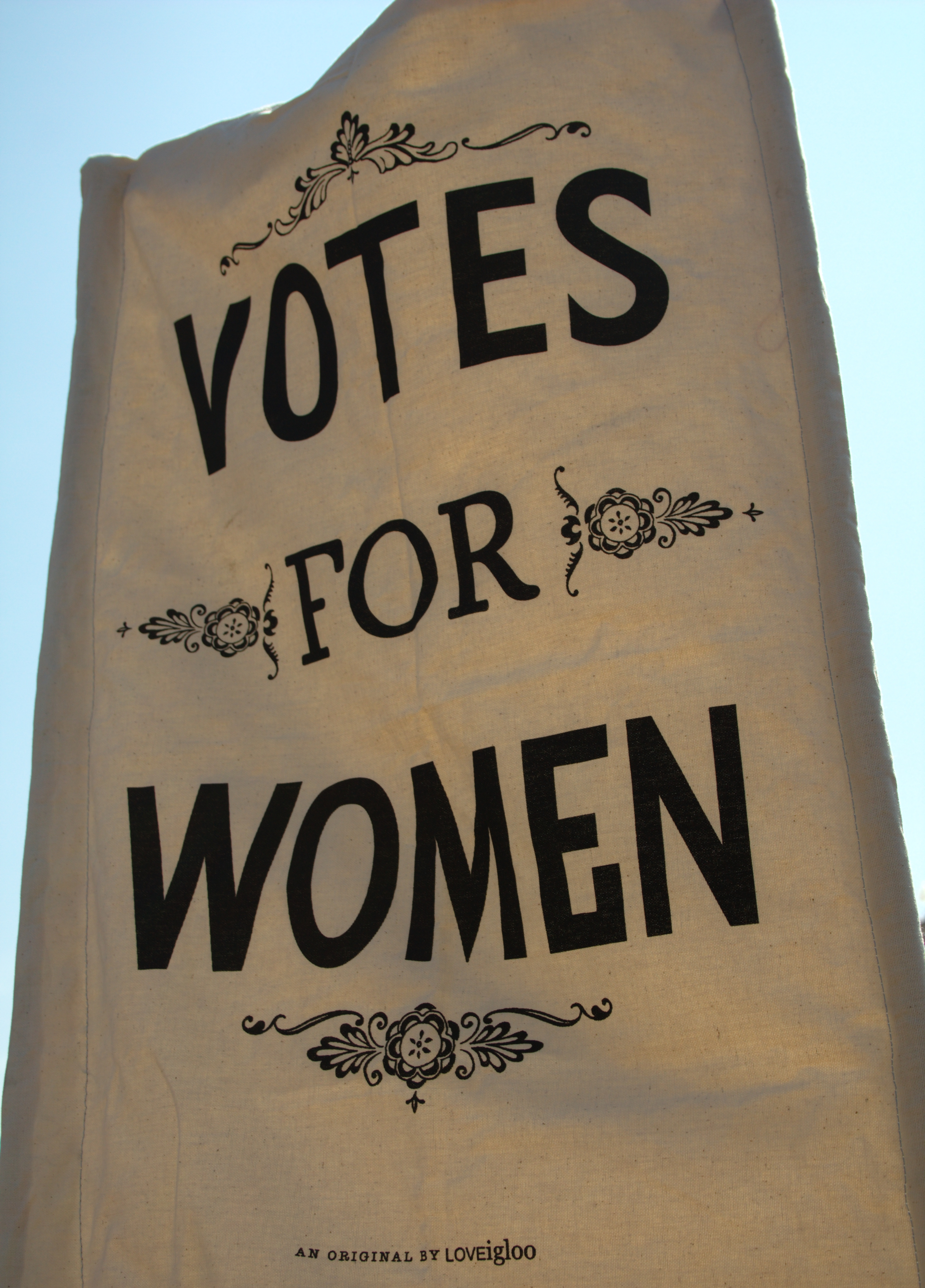
Wahlrecht für Frauen

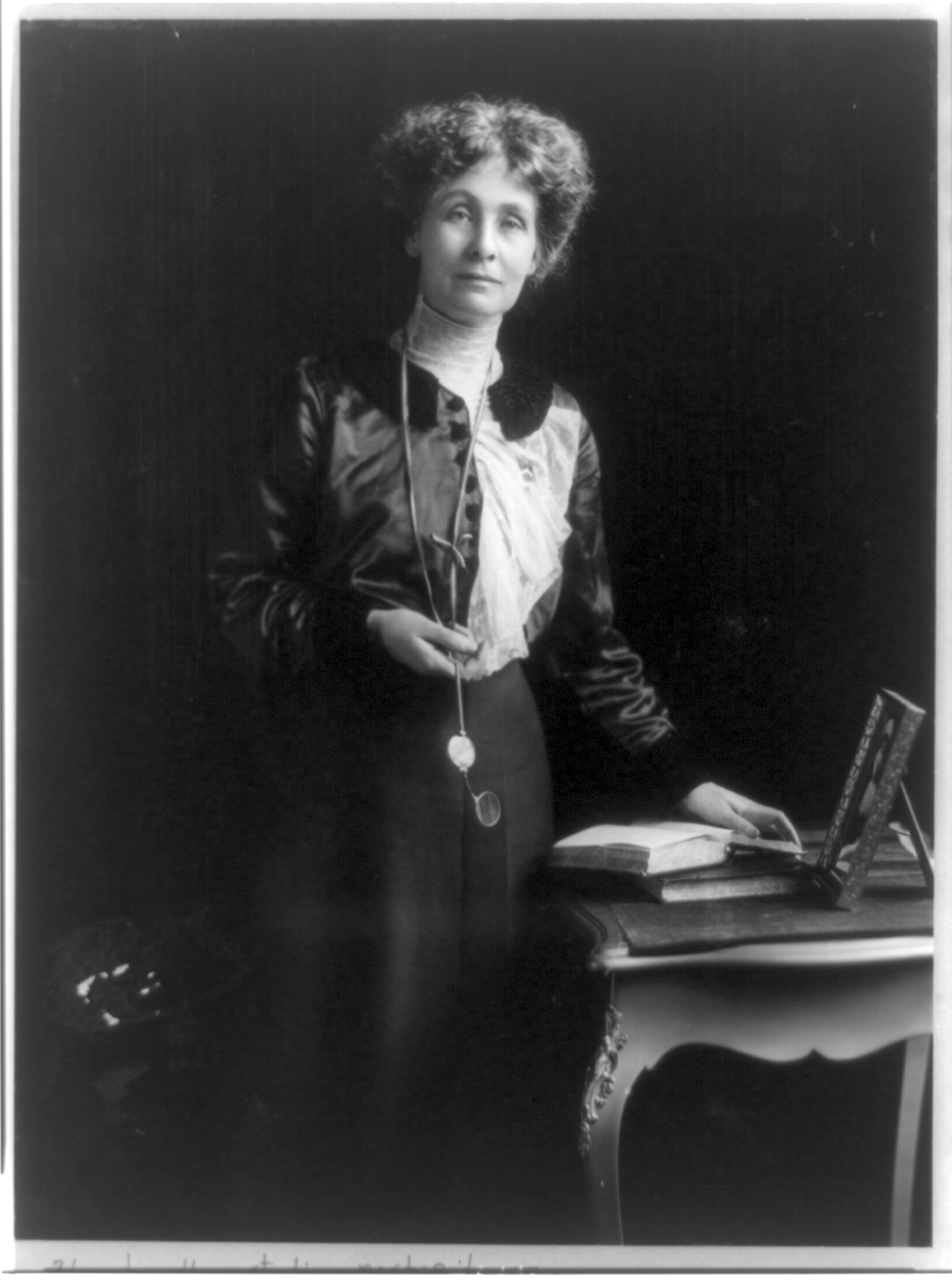
Emmeline Pankhurst, führende Suffragette

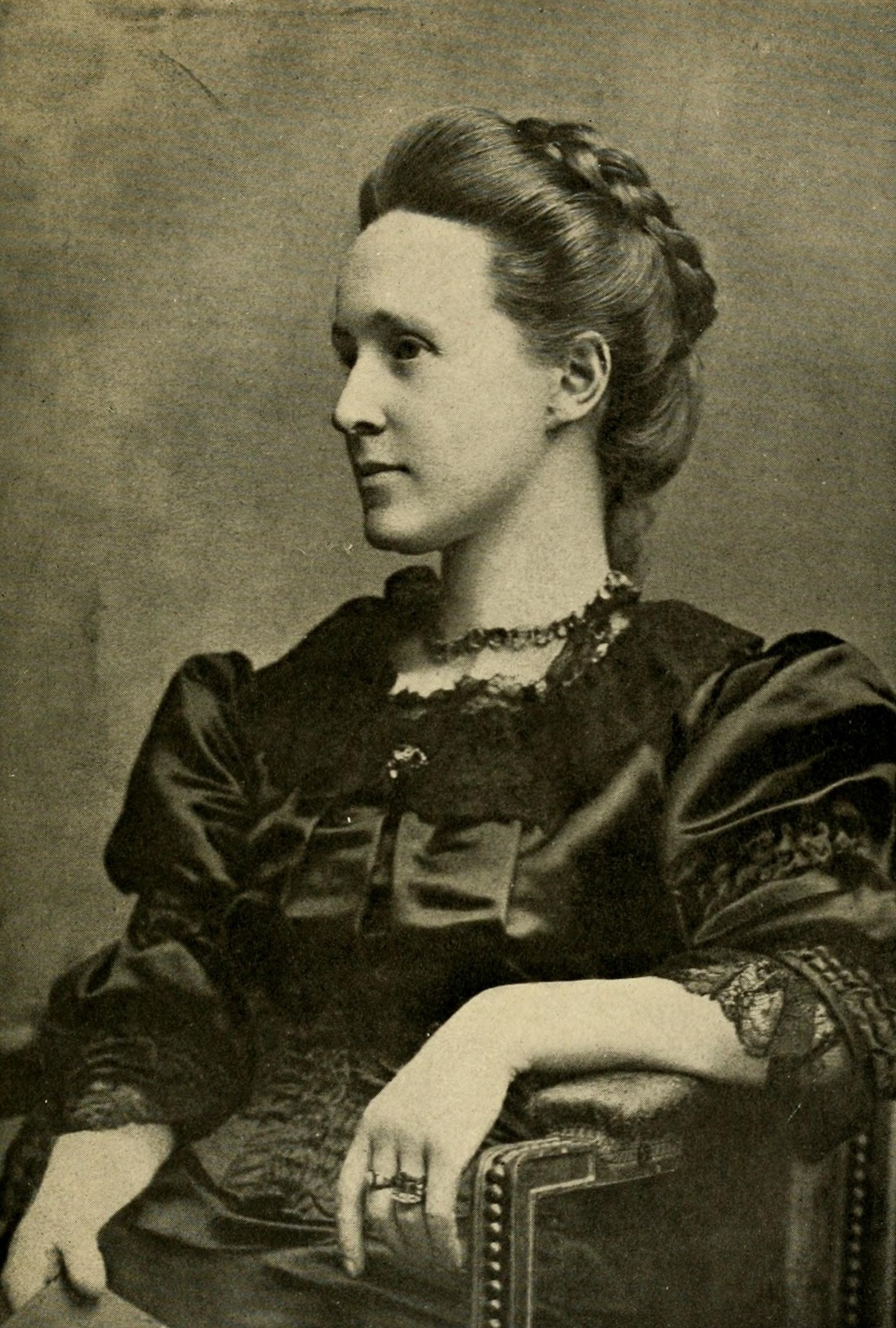
Millicent Fawcett, führende Suffragette

Die Frauenbewegung für das Wahlrecht im Vereinigten Königreich (englisch: Women’s suffrage in the United Kingdom) war Teil der Ersten Welle der Frauenbewegung in Großbritannien, die für das Frauenwahlrecht kämpfte. Sie hatte schließlich Erfolg durch zwei Gesetze in den Jahren 1918 und 1928. Eine landesweite Bewegung wurde sie im Viktorianischen Zeitalter. Frauen waren bis zum Jahr 1832 nicht ausdrücklich von der Beteiligung an einer Wahl ausgeschlossen, es verstand sich damals aus gesellschaftlichen Gründen von selbst. Das Reformgesetz von 1832 (Reform Act 1832) und das Gesetz namens „Municipal Corporations Act“ von 1835 legten diesen Ausschluss dann gesetzlich fest.
1872 wurde der Kampf um das Frauenwahlrecht eine landesweite Bewegung und es wurde die „National Society for Women’s Suffrage“ gebildet, später gefolgt von der einflussreicheren National Union of Women’s Suffrage Societies (NUWSS). Ähnlich wie in England bekam die Frauenwahlrechtsbewegung auch in Wales und anderen Teilen des Vereinigten Königreichs eine wachsende Bedeutung. Bis 1906 hatte sich die Einstellung zum Frauenwahlrecht in der Gesellschaft positiv entwickelt. Zu diesem Zeitpunkt begann auch die militante Kampagne dafür und die Women’s Social and Political Union (WSPU) wurde gegründet.
Der Ausbruch des Ersten Weltkriegs im Jahr 1914 führte zur Suspendierung der politischen Aktivitäten, einschließlich der militanten Kampagnen der Suffragetten. Die Lobby-Arbeit fand in stiller Weise statt. 1918 verabschiedete eine Koalitionsregierung ein Gesetz, genannt Representation of the People Act 1918, das allen Männer das Wahlrecht gab, aber auch allen Frauen, die über 30 Jahre alt waren und einen bestimmten Mindestbesitz hatten. Dieses Gesetz war das erste, das tatsächlich alle Männer in das politische System integrierte und mit der Einbindung der Frauen begann. 5,6 Millionen Männer hatten damit zusätzlich das Wahlrecht erhalten und 8,4 Millionen Frauen. Die konservative Regierung erließ 1928 ein Wahlgesetz, genannt Representation of the People (Equal Franchise) Act 1928, das allen Frauen über 21 Jahren zu gleichen Bedingungen wie den Männern das Wahlrecht verlieh.

## Vorgeschichte
Bis zum Great Reform Act von 1832, das „männliche Personen“ als Wähler festlegte, war es einigen Frauen gelungen, bei Parlamentswahlen zu wählen, weil sie Eigentum hatten. Aber dies war selten gewesen. Für die Gemeindewahlen erreichten alleinstehende, Steuern zahlende Frauen das Wahlrecht durch das „Municipal Franchise Act“ von 1869. Dieses Recht wurde bestätigt im „Local Government Act 1894“ und ausgeweitet auf bestimmte verheiratete Frauen. Um 1900 waren mehr als eine Million alleinstehende Frauen registriert für die Kommunalwahlen in England.
Sowohl vor wie auch nach dem Reform Act von 1832 gab es Befürworter für das Wahlrecht der Frauen bei Parlamentswahlen. Nach der Verabschiedung des Reform Acts vertrat das Unterhausmitglied Henry Hunt die Ansicht, dass jede alleinstehende Frau, die Steuern zahlte und genug Besitz hatte, die Wahlberechtigung haben sollte. Eine solch wohlhabende Frau, Mary Smith, wurde in seiner Rede als Beispiel erwähnt.
Die Bewegung der Chartisten, die in den späten 1830er Jahren begann, hatte vermutlich auch Unterstützer des Frauenwahlrechts in ihren Reihen. Es gibt einige Hinweise für die Vermutung, dass William Lovett, einer der Verfasser der „People's Charter“ von 1838, das Frauenwahlrecht als eine Forderung der Bewegung haben wollte, aber dies aus dem Grund fallen ließ, um die Fertigstellung der Charter nicht zu verzögern. Obwohl es auch weibliche Chartisten gab, arbeiteten diese weitgehend daran, das Männerwahlrecht voranzubringen. Zu dieser Zeit hatten die meisten Frauen noch keinen Antrieb, das Stimmrecht zu gewinnen.
Es gibt ein Wahlbuch von 1843, das deutlich dreißig weibliche Namen unter den verzeichneten Wählern aufweist. Diese Frauen spielten eine aktive Rolle bei der Wahl. Im Verzeichnis war Grace Brown, Inhaberin einer Schlachterei, die reichste Wählerin. Gemäß den hohen Steuern, die sie bezahlte, war sie berechtigt zu vier Wahlstimmen.
Lilly Maxwell war 1867 nach dem Reform Act von 1832 an einer wichtigen Wahl in Großbritannien beteiligt. Die Ladenbesitzerin Maxwell hatte die Qualifikation als Besitzende, die einen Mann zu einem berechtigten Wähler gemacht hätten. Irrtümlich war jedoch ihr Name in das Wählerverzeichnis aufgenommen worden und auf dieser Grundlage gelang es ihr, bei einer Nachwahl mit abzustimmen. Später wurde ihre Wahl jedoch durch den Court of Common Pleas für ungesetzlich erklärt. Dieser Fall brachte aber den Kämpfern und Kämpferinnen für das Frauenwahlrecht große öffentliche Beachtung ein.
Die Bemühungen um das Frauenwahlrecht waren zu dieser Zeit etwas in den Hintergrund gedrängt durch allgemeine feministische Probleme. Frauenrechte wurden in den 1850er Jahren ständig wichtiger, da einige Frauen in den höheren gesellschaftlichen Schichten sich weigerten, der Geschlechterrolle zu gehorchen, die ihnen aufgezwungen war. Zu diesen feministischen Zielen der Zeit gehörte das Recht, einen Ehemann nach der Scheidung verklagen zu können (erreicht 1857), und das Recht für verheiratete Frauen, eigenen Besitz zu haben (voll erreicht 1882, nach einigen Konzessionen durch die Regierung im Jahr 1870).
Nach 1848 verlor das Problem der Parlamentsreform zusammen mit der Bewegung der Chartisten an Bedeutung und kam 1865 erst wieder auf die Tagesordnung durch die Wahl von John Stuart Mill ins Parlament. Er trat sein Mandat an und zeigte unmittelbar seine Unterstützung für das Frauenwahlrecht; er war ein Mitglied des Parlaments bei der Ausarbeitung des zweiten Reform Acts.

## Frühe Wahlrechtsvereine der Frauen
Im gleichen Jahr, in dem John Stuart Mill gewählt wurde (1865), schloss sich die erste „Ladies Discussion Society“ zusammen, die Kensington Society, und debattierte darüber, ob sich Frauen in öffentliche Angelegenheiten einmischen sollten. Obwohl es den Vorschlag für eine Gesellschaft für Frauenwahlrecht gab, wurde sie aus dem Grund abgelehnt, dass sie von Extremen übernommen werden könnte.
Aber später in diesem Jahr begründete Barbara Bodichon das erste „Women’s Suffrage Committee“ (Frauenwahlrechts-Komitee) und sammelte innerhalb zweier Wochen 1.500 Unterschriften zugunsten des Frauenwahlrechts ein, im Hinblick auf die zweite Reform Bill.

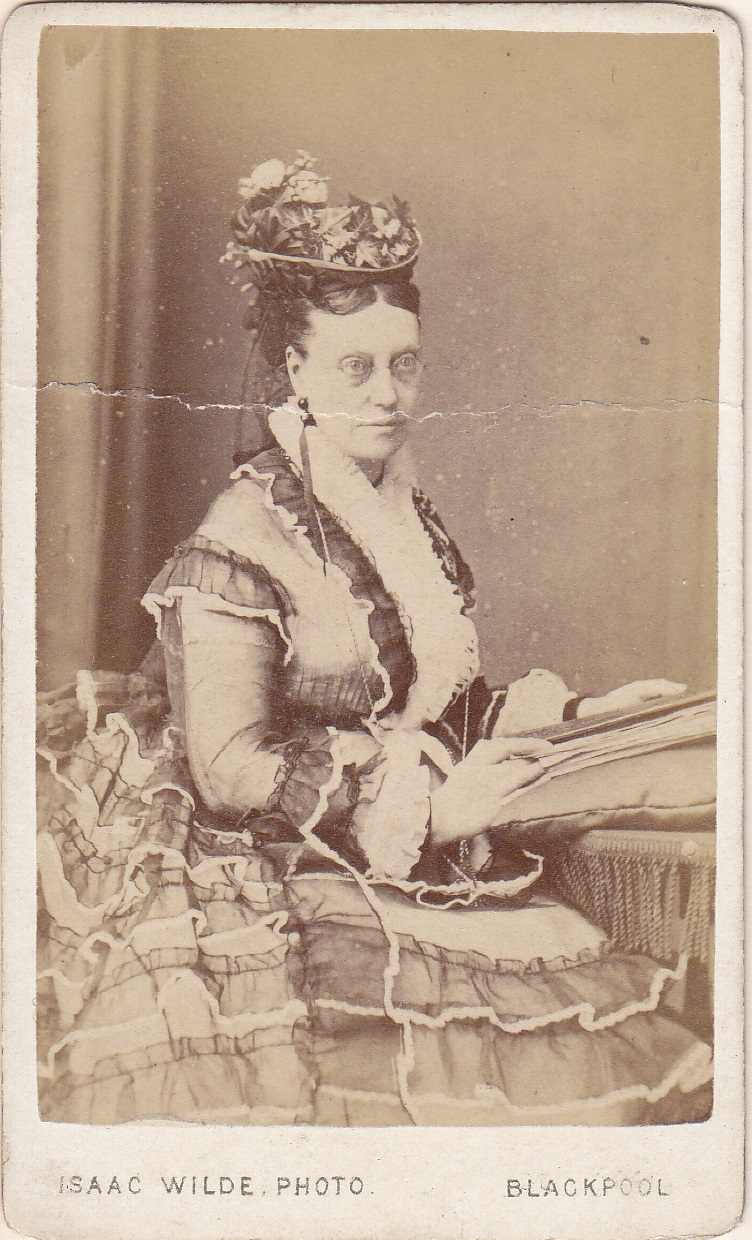
Lydia Becker

Die „Manchester Society for Women’s Suffrage“ wurde im Februar 1867 ins Leben gerufen. Deren Sekretärin, Lydia Becker, schrieb sowohl Briefe an Premierminister Benjamin Disraeli wie auch an die Zeitung The Spectator. Sie war auch mit der Londoner Gruppe verbunden und organisierte die Sammlung weiterer Unterschriften.
Im Juni spaltete sich jedoch die Londoner Gruppe, zum Teil aus Parteitreue und zum Teil aufgrund taktischer Ziele. Konservative Mitglieder wünschten ein langsames Vorgehen, um eine alarmierte öffentliche Meinung zu vermeiden, die Liberalen dagegen waren nicht für eine solche Verwässerung der politischen Überzeugungen. Das Ergebnis war, dass Helen Taylor die „London National Society for Women’s Suffrage“ begründete, die starke Verbindungen zu Manchester und Edinburgh aufbaute. In Schottland war eine der frühesten Gesellschaften die „Edinburgh National Society for Women’s Suffrage“.
Obwohl diese frühen Spaltungen die Frauenbewegung zersplitterten und manchmal führerlos machten, erlaubte dieser Zustand Lydia Becker, einen stärkeren Einfluss zu gewinnen. Die Suffragistinnen waren bekannt als die „Parlamentarierinnen“.
In Irland wurde die „Dublin Women’s Suffrage Association“ 1874 etabliert. Neben dem Kampf für das Frauenwahlrecht versuchte sie, die Stellung der Frauen in den kommunalen Verwaltungen zu fördern. 1898 wechselte sie ihren Namen und nannte sich „Irish Women’s Suffrage and Local Government Association“.

## Bildung einer nationalen Bewegung

### Politische Frauengruppen
Obwohl die Gruppen der politischen Parteien nicht gebildet wurden, um das Frauenwahlrecht zu erreichen, hatten sie doch zwei gewichtige Auswirkungen. Erstens zeigten sie ihren weiblichen Mitgliedern, wie man in der politischen Arena kompetent arbeitete; und als dies erreicht war, bekam das Konzept des Frauenwahlrechts immer mehr Akzeptanz.

#### Die „Primrose League“

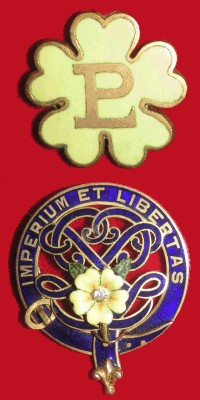
Abzeichen der Primrose League

Die Primrose League wurde eingerichtet, um die konservativen Werte mittels sozialer Events zu fördern und die Gemeinschaft zu unterstützen. Da Frauen beitreten durften, gab es den Frauen aller Gesellschaftsklassen die Möglichkeit, sich unter die Gesellschaft der örtlichen und nationalen politischen Personen zu mischen. Viele hatten auch wichtige Rollen, wie zum Beispiel die Wähler an die Wahlurnen zu bringen. All dies verhinderte die Isolation der Frauen und förderte unter ihnen die politische Bildung und das Bewusstsein. Die Förderung des Frauenwahlrechts war aber keines der Ziele der „League“.

#### Die liberalen Gesellschaften der Frauen
Obwohl es Hinweise zur Vermutung gibt, dass die liberalen Frauengesellschaften ursprünglich gegründet wurden, um das weibliche Wahlrecht voranzubringen (die erste gab es 1881 in Bristol), hatten sie oft keine solche Agenda. Sie operierten unabhängig von den männlichen Gruppen. Mehr Aktivität zeigten sie, als sie unter die Kontrolle der Women’s Liberal Federation kamen und in allen Gesellschaftsschichten hinsichtlich der Unterstützung des Frauenwahlrechts und gegen die männliche Dominanz tätig wurden.
Es gab in der Liberalen Partei, die nach 1905 an der Macht war, eine bedeutende Unterstützung fürs Frauenstimmrecht, aber eine Handvoll von Parteiführern, insbesondere H. H. Asquith, blockierte alle Bemühungen im Parlament.

### Kämpferische Gruppen
In den 1870er Jahren entwickelte sich die Kampagne der Frauen zu einer nationalen Bewegung. Zu diesem Zeitpunkt waren alle Kämpferinnen noch Suffragisten, keine Suffragetten. Bis 1903 hielten sich alle Kampagnen an Verfassung und Gesetz. Erst nach dem Misslingen der Verabschiedung des ersten Frauenwahlrechtsgesetzes schlossen sich die Komitees von Manchester und London zusammen, um eine weitreichendere Unterstützung zu bekommen. Zu den wichtigsten Maßnahmen gehörte in dieser Zeit die Beeinflussung von Parlamentsmitgliedern, damit diese Gesetzesanträge (Private Member’s Bills) einbrachten. Da jedoch solche Gesetzesvorhaben selten Erfolg hatten, war dieser Weg zur Erreichung des Wahlrechts nicht effektiv.
Die Gründung der "National Society for Women’s Suffrage" (NSWS) war 1868 ein erster Versuch, eine einheitliche Front zur Förderung des Frauenwahlrechts zu bilden. Lokale Gruppen verbanden sich, um enger miteinander zusammenzuarbeiten. Wegen mehrerer Spaltungen war dies wenig erfolgreich und schwächte erneut die Wahlrechtskampagne.
Bis 1897 blieb die Kampagne auf dieser relativ wirkungslosen Ebene stehen. Die Mitmacher und Mitmacherinnen kamen vorwiegend aus den landbesitzenden Schichten und trafen sich nur in kleinen Kreisen. Dieses Jahr erlebte aber die Gründung der National Union of Women’s Suffrage Societies (NUWSS) durch Millicent Fawcett. Diese Vereinigung brachte die kleineren Gruppen zusammen und machte mit verschiedenen friedlichen Methoden Druck auf die Parlamentsmitglieder, die die Unterstützung verweigerten.

### Pankhursts und Suffragetten

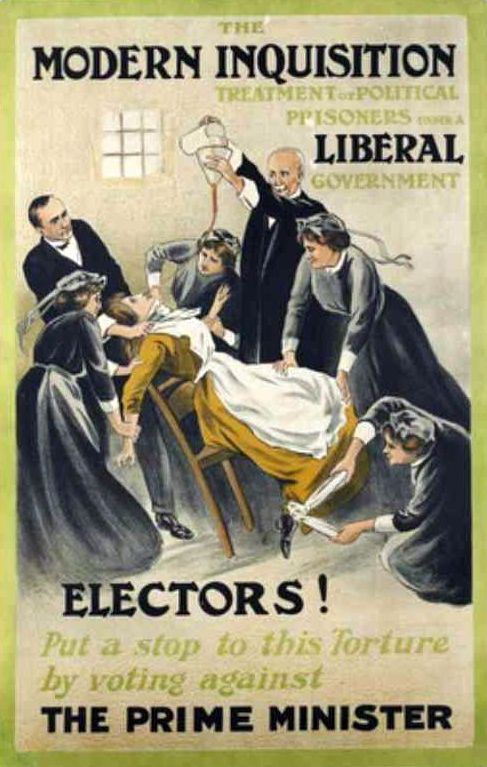
Zwangsernährung der Suffragetten in der Haft

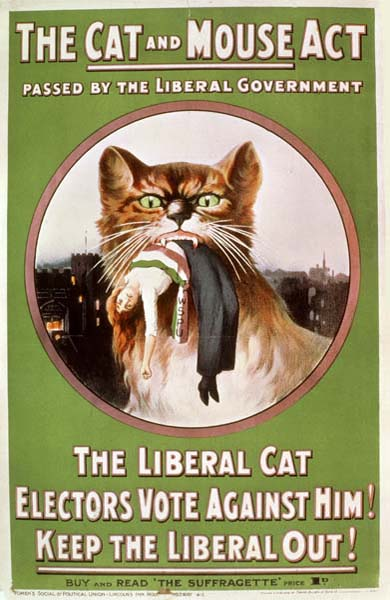
WSPU Poster zum "Cat and Mouse Act" (1914)

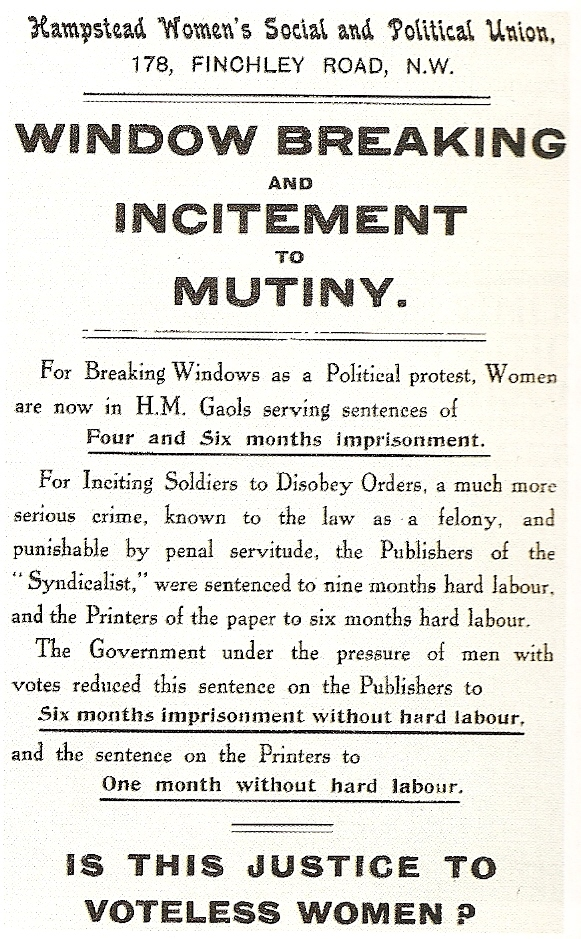
Ein Handzettel, in dem die harte Haft für Suffragetten beklagt wird

Die Women’s Social and Political Union (WSPU), begründet 1903, wurde eng geführt und kontrolliert von den drei Pankhursts: Emmeline Pankhurst (1858–1928), und ihren Töchtern Christabel Pankhurst (1880–1958) sowie Sylvia Pankhurst (1882–1960). Sie verlegten sich auf Kampagnen, die in der Öffentlichkeit sehr stark beachtet wurden, wie zum Beispiel große Demonstrationen und Paraden. Die Wirkung war, dass alle Bereiche der Frauenwahlrechtsbewegung mobilisiert werden konnten. Es gab zwar eine unterstützende Mehrheit im Parlament, aber die regierende Liberale Partei weigerte sich, eine Abstimmung in dieser Sache zuzulassen. Das Ergebnis war, dass die Kampagne der Suffragetten eskalierte. Die WSPU verlegte sich im Gegensatz zu den sonstigen Mitkämpfern und Mitkämpferinnen auf einen gewaltsamen Kampf, um das Problem öffentlich wirksam zu machen, sogar zum Schaden ihrer eigenen Ziele.
Das so genannte „Katz-und-Maus-Gesetz“, Cat and Mouse Act (eigentlich: "Prisoners 'Temporary Discharge for Ill Health’ Act 1913"), wurde im Parlament als ein Versuch verabschiedet, die Suffragetten daran zu hindern, im Gefängnis zu Märtyrerinnen zu werden. Es sorgte für die Entlassung der Kranken, die sich durch Hungerstreik und Zwangsernährung in diesen Zustand gebracht hatten, und für die erneute Inhaftierung, wenn sie sich davon erholt hatten. Das Ergebnis war eine noch größere Wirkung in der Öffentlichkeit im Hinblick auf das Frauenwahlrecht.
Die Vorgehensweisen der WSPU waren: Niederbrüllen von Rednern, Hungerstreik, Steinewerfen, Einwerfen von Fenstern und Brandstiftung bei unbenutzten Kirchen und Landhäusern. Der Historiker Martin Pugh sagt, dass die Militanz auf offensichtliche Weise kontraproduktiv war ("militancy clearly damaged the cause."). Whitfield sagt: „The overall effect of the suffragette militancy, however, was to set back the cause of women’s suffrage.“ (deutsch: Insgesamt betrachtet war die Auswirkung der Militanz der Suffragetten jedoch, dass das Anliegen Frauenwahlrecht zurückgeworfen wurde.)
Ihr Kampf gegen die Liberalen war eine Art heiliger Krieg geworden: „A kind of holy war, so important that it could not be called off even if continuing it prevented suffrage reform. This preoccupation with the struggle distinguished the WSPU from that by the NUWSS, which remained focused on obtaining women’s suffrage.“ (deutsch: Eine Art heiliger Krieg, so wichtig, dass er nicht abgebrochen werden konnte, auch wenn die Fortsetzung die Verhinderung der Wahlrechtsreform bedeutete. Die Beschäftigung und Sorge um diesen Kampf unterschied die WSPU von der Haltung der NUWSS, die darauf konzentriert blieb, das Frauenwahlrecht auch zu erreichen.)
Smith bringt die Schlussfolgerung:
„Although non-historians often assumed the WSPU was primarily responsible for obtaining women’s suffrage, historians are much more skeptical about its contribution. It is generally agreed that the WSPU revitalized the suffrage campaign initially, but that it is escalation of militancy after 1912 impeded reform. Recent studies have shifted from claiming that the WSPU was responsible for women’s suffrage to portraying it as an early form of radical feminism that sought to liberate women from male-centered gender system.“
(deutsch: Obwohl Nicht-Historiker oft annahmen, dass vor allem die WSPU das Verdienst für die Erreichung des Frauenwahlrechts hatte, sind die Historiker viel skeptischer über diese Zuschreibung. Allgemeine Übereinstimmung herrscht darüber, dass die WSPU ursprünglich den Kampf um das Frauenwahlrecht wiederbelebt hatte, dass aber die Eskalation zur Militanz nach 1912 die Reform verhinderte. Moderne Studien sind davon abgekommen, der WSPU das Verdienst um das Frauenwahlrecht zuzuschreiben, sie schildern das Ganze als eine frühe Form von radikalem Feminismus, der den Versuch machte, die Frauen von der auf den Mann zentrierten Geschlechterbeziehung zu befreien.)

### Sonstige Organisationen
Mit der Men’s League for Women’s Suffrage (gegründet 1907) und der The Men’s Political Union for Women’s Enfranchisement (gegründet 1910) unterstützten auch Männerorganisationen das Frauenwahlrecht.

## Erster Weltkrieg und die Folgen
Mit dem Ausbruch des Ersten Weltkriegs kamen die Bemühungen zur Wahlrechtsreform größtenteils zum Stillstand. Eine gewisse Aktivität blieb in der NUWSS erhalten, die sich um friedliche Lobby-Arbeit bemühte. Emmeline Pankhurst, die überzeugt war, dass Deutschland eine Gefahr für die gesamte Menschheit darstellte, brachte die WSPU dazu, alle militanten Aktivitäten einzustellen.

### Ausweitung des Frauenwahlrechts 1918
Während des Krieges entschied sich eine ausgewählte Gruppe von parlamentarischen Führern für eine Politik, die das Wahlrecht auf alle Männer und auf die meisten Frauen ausdehnen würde. Premierminister Asquith, ein Gegner dieser Politik, wurde Ende 1916 durch David Lloyd George, einen lebenslangen Befürworter des Frauenwahlrechts, ersetzt.
Im Laufe des Krieges kam es zu einem ernsthaften Mangel an arbeitsfähigen Männern (Manpower) und Frauen wurden benötigt, um viele der traditionellen Männerrollen einzunehmen. Mit Billigung der Gewerkschaften einigte man sich auf „Vereinfachung“. Komplizierte Fabrikberufe, die von geübten Männern ausgeführt wurden, wurden so vereinfacht, dass sie von weniger befähigten Männern und Frauen ausgeübt werden konnten. Die Auswirkung war ein großer Zuwachs an weiblichen Arbeitskräften, die vor allem in der Munitionsfabrikation konzentriert waren, die von höchster Bedeutung für den Sieg war. Dies führte zu einer neuen Einschätzung der weiblichen Fähigkeiten, gleichzeitig nahm die feindliche Einstellung gegen das Frauenwahlrecht ab, die von den militanten Taktiken verursacht worden war. Auf dem linken politischen Flügel, vor allem bei den Gewerkschaften, existierte ein gewisser Pazifismus, aber er war nicht so wichtig als Opposition zum Frauenwahlrecht.
Bis dahin war das Wahlrecht auf den beruflichen Qualifikationen der Männer begründet gewesen. Millionen von Frauen erfüllten nun diese Berufsqualifikationen, die in allen Fällen so altertümlich waren, dass deren Beseitigung allgemein gebilligt wurde. Zum Beispiel konnte ein männlicher Wähler, der in die Armee eintrat, sein Recht zu wählen verlieren. 1916 kamen die Frauenwahlrechtsverbände insgeheim überein, ihre Differenzen zu vernachlässigen, und sie beschlossen, dass jede Gesetzgebung, die die Zahl der Wählerstimmen erhöhen würde, auch zum Wahlrecht für Frauen führen sollte. Beamte der Kommunalverwaltung schlugen eine Vereinfachung des alten Wahlsystems und der Registrierung vor. Und das Kabinettsmitglied der Labour Party in der neuen Koalitionsregierung, Arthur Henderson, forderte das Allgemeine Wahlrecht, mit einer Altersgrenze von 21 Jahren für Männer und 25 Jahren für Frauen.
Die meisten führenden männlichen Politiker waren besorgt über das Vorhandensein einer weiblichen Mehrheit in ihrem neuen Wahlkreis. Das Parlament wies das Problem einer neuartigen „Speakers Conference“ zu, einem Spezial-Komitee aller Parteien beider Häuser, die vom Speaker geleitet wurde. Insgeheim begann ihre Zusammenkunft im Oktober 1916. Eine Mehrheit von 15 zu 6 unterstützte das Wahlrecht für einen Teil der Frauen; mit 12 zu 10 stimmte man der höheren Altersgrenze für Frauen zu. Die Frauenführerinnen akzeptierten die Altersbegrenzung von 30 Jahren, um das Wahlrecht für die Mehrzahl der Frauen zu erreichen.
Schließlich verabschiedete das Parlament 1918 ein Gesetz, das den Frauen über 30 Jahren das Wahlrecht verlieh, die einen Haushalt führten, Frauen eines Haushalts-Inhabers waren, Besitzerinnen von Eigentum mit einem Jahreseinkommen von fünf Pfund waren und einen Abschluss an einer britischen Universität hatten. Ungefähr 8,4 Millionen Frauen bekamen das Wahlrecht. Im November 1918 wurde das Parliament (Qualification of Women) Act 1918 verabschiedet, das den Frauen auch erlaubte, ins Unterhaus als Abgeordnete gewählt zu werden.

### Ausweitung des Wahlrechts 1928 – Gleichheit
Im Jahr 1928 herrschte die allgemeine Überzeugung, dass das Stimmrecht für Frauen ein Erfolg war. Die Konservative Partei war 1928 an der Macht, als das Parlament das neue Wahlrechtsgesetz, Representation of the People (Equal Franchise) Act 1928, erließ, das das Wahlrecht auf alle Frauen im Alter von mehr als 21 Jahren ausdehnte, zu gleichen Bedingungen wie bei den Männern. Dennoch warnte ein konservativer Gegner des Gesetzes, dass es das Risiko mit sich bringe, die Partei in den folgenden Jahren zu spalten.

## Frauen in wichtigen Rollen

### Emmeline Pankhurst

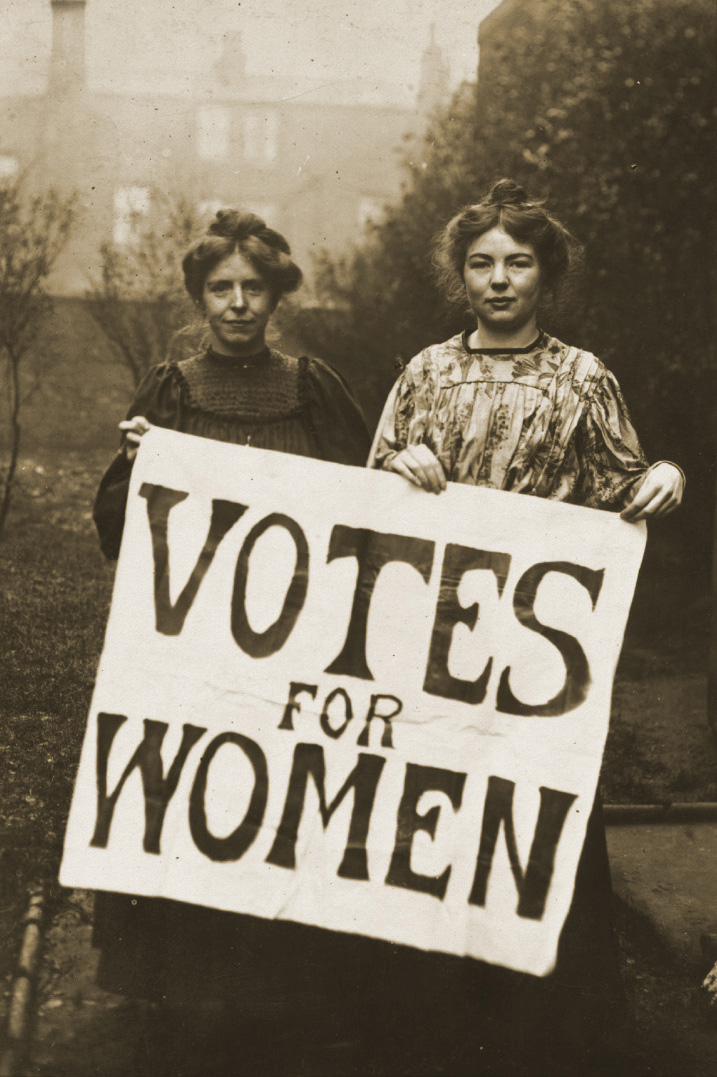
WSPU Gründerinnen Annie Kenney und Christabel Pankhurst

Emmeline Pankhurst war eine Schlüsselfigur, die eine intensive Berichterstattung über die Bewegung für das Frauenwahlrecht erzeugte. Sie und ihre zwei Töchter Christabel und Sylvia gründeten und leiteten die „Women’s Social and Political Union“, eine Organisation, die sich auf direkte Aktionen zur Erreichung des Wahlrechts konzentrierte. Ihr Ehemann Richard Pankhurst unterstützte auch die Frauenwahlrechtsideen, denn er war der Autor des ersten britischen Wahlrechtsgesetzes und der „Married Women’s Property Acts“ von 1870 und 1882. Nach dem Tod ihres Mannes entschied sich Emmeline, an die Front der Wahlrechtsschlacht zu gehen. Zusammen mit ihren zwei Töchtern trat sie der National Union of Women’s Suffrage Societies (NUWSS) bei. Nach ihren Erfahrungen mit dieser Organisation gründete Emmeline 1889 die Women’s Franchise League und 1903 die Women’s Social and Political Union (WSPU). Voller Enttäuschung über die Jahre der Inaktivität der Regierung und ihrer falschen Versprechen nahm die WSPU eine militante Einstellung an, die so aufsehenerregend war, dass sie später weltweit für Frauenwahlrechtskämpfe importiert wurde. Am bekanntesten ist die Übernahme durch Alice Paul in den Vereinigten Staaten. Nach vielen Jahren des Kampfes und der Anfeindungen gewannen die Frauen schließlich das Wahlrecht, Emmeline starb kurze Zeit danach.

### Millicent Fawcett

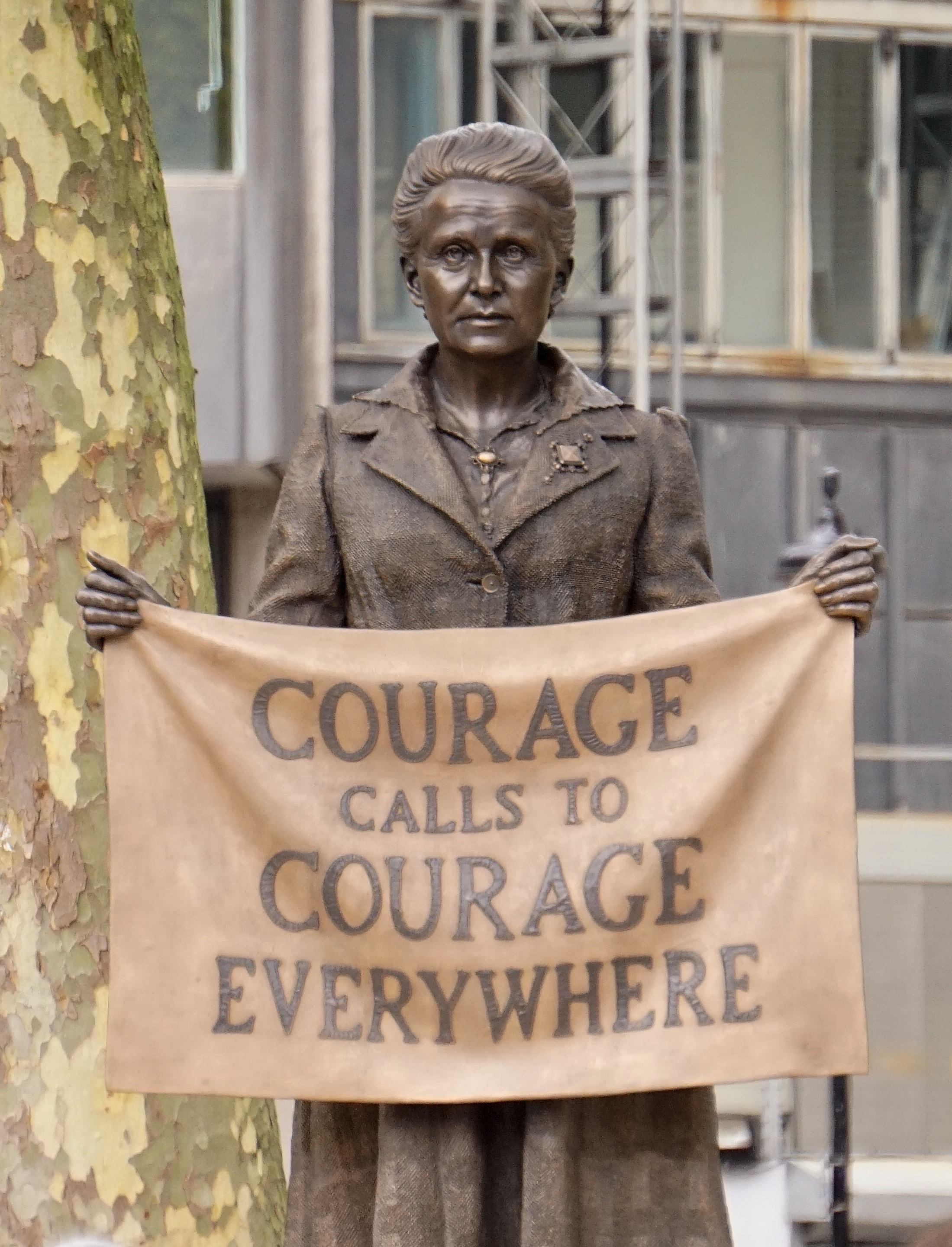
Millicent Fawcett-Statue am Parliament Square in London

Eine andere Schlüsselfigur war Millicent Fawcett. Sie wandte sich den Problemen, die ihrer Organisation gestellt waren, und den Methoden, wie man Informationen gesellschaftlich vermittelt, auf friedliche Weise zu. Sie unterstützte das Gesetz über das Eigentumsrecht für Frauen, das Married Women’s Property Act, und die "Social purity campaign". Zwei Ereignisse waren maßgebend dafür, dass sie sich stärker einbrachte: Der Tod ihres Mannes und der Meinungsunterschied der Frauenwahlrechtsbewegung hinsichtlich des Problems des Anschlusses an politische Parteien. Millicent wollte unabhängig von den Parteien bleiben und erreichte, dass die uneinigen Teile wieder zusammenfanden, um durch die Zusammenarbeit stärker zu werden. Wegen ihrer Aktivitäten wurde sie zur Präsidentin der „National Union of Women’s Suffrage Societies“ gewählt. Zwischen 1910 und 1912 unterstützte sie ein Gesetz, das alleinstehenden und verwitweten weiblichen Haushaltsvorständen das Wahlrecht geben sollte. Durch die Unterstützung der Briten im Ersten Weltkrieg versuchte sie zu vermitteln, dass die Frauen als ein wichtiger Teil der europäischen Gesellschaft anerkannt werden würden und deswegen auch Grundrechte wie das Wahlrecht verdienten.
Millicent Fawcett kam aus einer radikal gesinnten Familie. Ihre Schwester war Elizabeth Garrett Anderson, eine englische Ärztin und Feministin, die als erste Frau eine ärztliche Zulassung in Großbritannien bekam. Elizabeth wurde 1908 zur Bürgermeisterin von Aldeburgh gewählt und hielt Ansprachen zum Frauenwahlrecht.

### Emily Davies und Barbara Bodichon

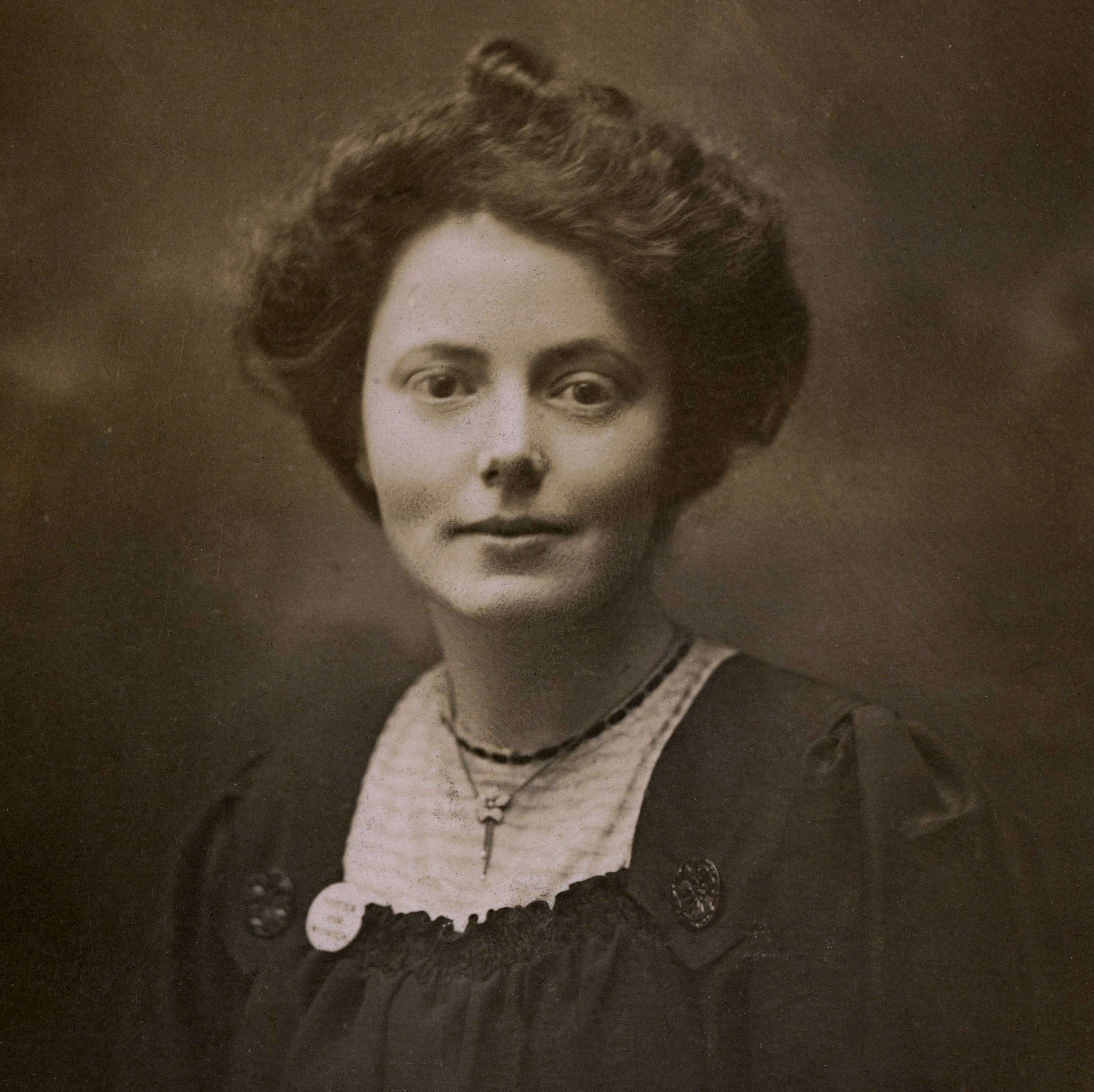
Mary Gawthorpe (1908)

Emily Davies wurde die Herausgeberin einer feministischen Publikation, des English Woman's Journal. Sie drückte ihre feministischen Ideen auf dem Papier aus und war auch eine Hauptvertreterin und einflussreiche Person im 20. Jahrhundert. Zusätzlich zum Wahlrecht unterstützte sie die Vergrößerung der Frauenrechte wie beispielsweise den Zugang zu Bildung und Ausbildung. Sie schrieb Bücher und hatte die Macht des Wortes, was Texte wie Thoughts on Some Questions Relating to Women (1910) und Higher Education for Women (1866) zeigen. Zu den Zeiten, in denen die Organisationen versuchten, in der Gesellschaft einen Wandel zu bewirken, war sie eine große Unterstützerin. Sie hatte eine Freundin namens Barbara Bodichon, die ebenfalls Artikel und Bücher schrieb, wie z. B.: Women and Work (1857), Enfranchisement of Women (1866), Objections to the Enfranchisement of Women (1866) und American Diary (1872).

### Mary Gawthorpe
Mary Gawthorpe war eine frühe Suffragette, die ihr Lehrerinnendasein aufgab, um für das Wahlrecht der Frauen zu kämpfen. Nach der Störung Winston Churchills durch Zwischenrufe wurde sie verhaftet. Nach der Entlassung verließ sie England, emigrierte schließlich in die Vereinigten Staaten und ließ sich in New York nieder. Sie arbeitete in der Gewerkschaftsbewegung mit und wurde 1920 eine Vollzeit-Angestellte der „Amalgamated Clothing Workers Union“. 2003 vermachten Marys Nichten ihren schriftlichen Nachlass der New York University.

## Andenken

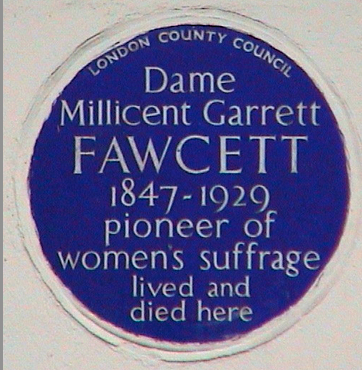
Gedenktafel in der Gower Street, London

- Das „Emmeline and Christabel Pankhurst Memorial“ von 1930 in London war nur Emmeline Pankhurst gewidmet, 1958 wurde eine Tafel zum Gedenken an ihre Tochter Christabel Pankhurst hinzugefügt.
- Zum Andenken an den 100, Jahrestag der Gewährung des Frauenwahlrechts wurde 2018 eine Statue der Millicent Fawcett am Parliament Square, London, aufgestellt.[32]

## Zeittafel
- 1818: Jeremy Bentham befürwortete das Frauenwahlrecht in seinem Buch A Plan for Parliamentary Reform. Das Gesetz „Vestries Act 1818“ erlaubte einigen alleinstehenden Frauen im Bereich von Pfarrei und Kirche zu wählen.
- 1832: Great Reform Act – bestätigte den Ausschluss der Frauen von Wahlen.
- 1851: Die „Sheffield Female Political Association“ wurde begründet und legte dem House of Lords (Oberhaus) eine Petition vor, die das Frauenwahlrecht verlangte.
- 1864: Das erste Geschlechtskrankheiten-Gesetz, das „Contagious Disease Act“, wurde in England erlassen mit der Absicht, die Geschlechtskrankheiten dadurch zu kontrollieren, dass die Prostituierten und die Frauen, die im Verdacht standen, in Krankenhäusern zur Untersuchung und Behandlung eingesperrt wurden. Josephine Butler begann mit einer Kampagne, um diese Gesetze aufheben zu lassen. Viele haben seitdem argumentiert, dass Butlers Kampagne die Verschwörung des Schweigens rund um die Sexualität zerstört habe und Frauen dazu gezwungen habe, zum Schutz der anderen ihres Geschlechts zu handeln. Wenn dies stimmt, gibt es klare Verbindungen zwischen der Wahlrechtsbewegung und der Kampagne von Butler.[33]

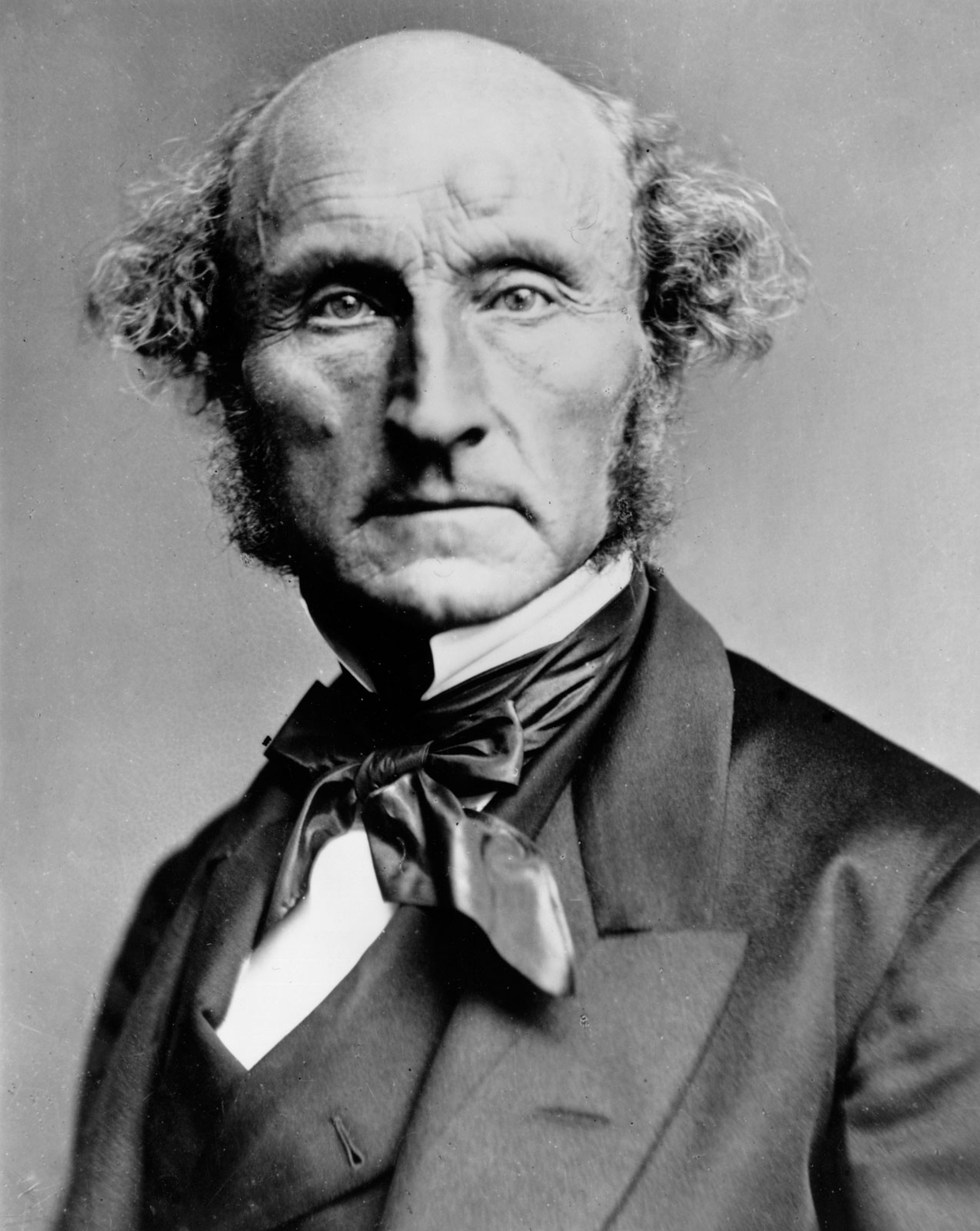
John Stuart Mill, Befürworter des Frauenwahlrechts

- 1865: John Stuart Mill wurde als Abgeordneter gewählt und zeigte unmittelbar seine Unterstützung des Frauenwahlrechts.
- 1867: Second Reform Act – Männerwahlrecht wurde auf 2,5 Millionen ausgeweitet.
- 1869: „Municipal Franchise Act“ – gab alleinstehenden Frauen, die Steuern zahlten, das Wahlrecht in ihren Gemeinden.
- 1883: Konservative Primrose League wurde gegründet.
- 1884: „Third Reform Act“ – Die männliche Wählerschaft verdoppelte sich auf 5 Millionen.
- 1889: „Women’s Franchise League“ wurde etabliert.
- 1894: „Local Government Act 1894“ – Frauen mit Besitz konnten bei Gemeindewahlen wählen, Armenanwältinnen werden und sich an Schulausschüssen beteiligen.
- 1894: Veröffentlichung von Charlotte Carmichael Stopes' British Freewomen, Standardlektüre zum Frauenwahlrecht für Jahrzehnte.[34]
- 1897: „National Union of Women’s Suffrage Societies“ (NUWSS) wurde begründet (geführt von Millicent Fawcett).
- 1903: „Women’s Social and Political Union“ (WSPU) wurde ins Leben gerufen (geführt von Emmeline Pankhurst)
- 1904: Die Militanz begann. Emmeline Pankhurst störte eine Versammlung der Liberalen Partei[35]
- Februar 1907: „Mud March“ des NUWSS – die größte Freiluft-Demonstration, die bis zu diesem Zeitpunkt abgehalten wurde – über 3000 Frauen nahmen teil. In diesem Jahr wurde den Frauen erlaubt, sich in Wahlregister eintragen zu lassen und sich zur Wahl für wichtige lokale Behördenposten zu stellen.
- 1907: Die „Artists’ Suffrage League“ wurde begründet.
- 1907: The „Women’s Freedom League“ entstand.
- 1908: Im November dieses Jahres wurde Elizabeth Garrett Anderson, ein Mitglied des kleinen Städtchens Aldeburgh in Suffolk, zur Bürgermeisterin dieser Stadt gewählt, die erste Frau in diesem Amt.
- 1907, 1912, 1914: Hauptspaltungen in der WSPU.

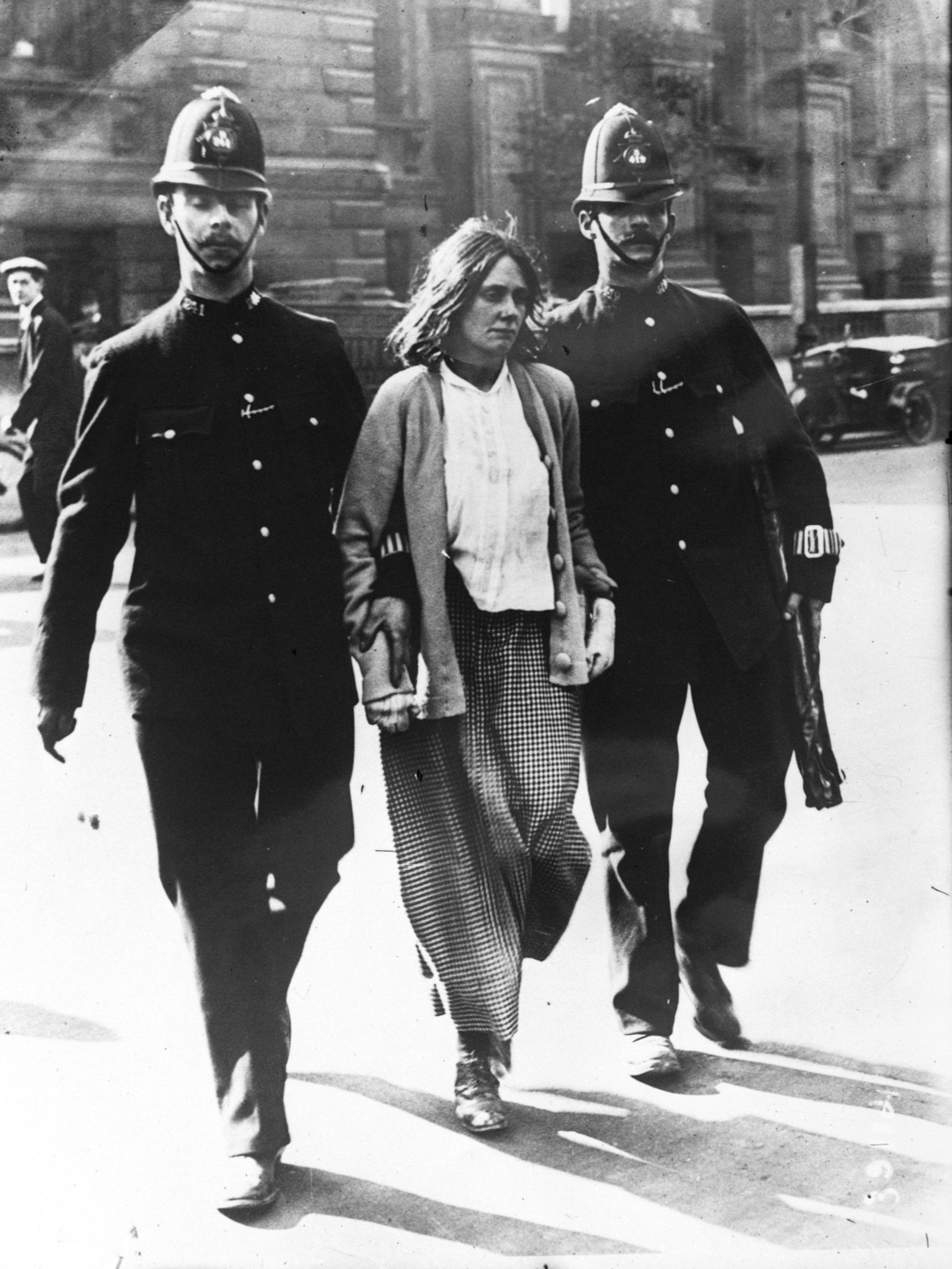
Eine Suffragette wird 1914 auf der Straße von zwei Polizisten festgenommen.

- 1905, 1908, 1913: Drei Phasen der WSPU Militanz: Ziviler Ungehorsam, Zerstörung öffentlichen Eigentums, Brandstiftung/Bombenlegen.
- 5. Juli 1909: Marion Wallace Dunlop begann mit dem ersten Hungerstreik – wurde nach 91 Stunden des Fastens entlassen.
- 1909 Die „Women’s Tax Resistance League“ wurde begründet.
- September 1909: „Zwangsernährung“ wurde für Hungerstreikende in den englischen Gefängnissen eingeführt.
- 1910: Lady Constance Lytton verkleidete sich als Näherin der Arbeiterschaft, namens Jane Wharton, wurde verhaftet und musste Zwangsernährung erdulden, die ihre Lebensspanne beträchtlich verkürzte.[36]
- Februar 1910: Einrichtung eines „Conciliation Committee“ über Parteigrenzen hinweg (54 Abgeordnete): Das sogenannte Schlichtungsgesetz, „Conciliation Bill“, das das Wahlrecht für Frauen gebracht hätte, passierte seine zweite Lesung mit einer Mehrheit von 109 Stimmen, aber Asquith weigerte sich, diesem Gesetz mehr Zeit im Parlament zu geben.
- November 1910: Herbert Henry Asquith veränderte ein Gesetz, um mehr Männern das Wahlrecht zu geben statt den Frauen.
- 18. November 1910: Black Friday.
- Oktober 1912: George Lansbury, Labour-Abgeordneter, trat von seinem Mandat zurück, um das Frauenwahlrecht zu unterstützen.
- Februar 1913: Das Haus von David Lloyd George wurde niedergebrannt (trotz seiner Unterstützung für das Frauenwahlrecht).
- April 1913: Das Cat and Mouse Act wurde verabschiedet. Es erlaubte, dass hungerstreikende Gefangene entlassen werden durften, falls ihre Gesundheit bedroht war, und wieder eingesperrt wurden, wenn sie sich erholt hatten.
- 4. Juni 1913: Emily Davison lief vor das Pferd des Königs beim Epsom Derby und wurde anschließend niedergetrampelt und getötet.
- 13. März 1914: Mary Richardson schlitzte in der National Gallery das Bild der Rokeby Venus, gemalt von Diego Velázquez, mit der Axt auf, um durch die Verletzung einer solch schönen Frau gegen die Verletzung von Emmeline Pankhurst durch die Zwangsernährung der Regierung zu protestieren.
- 4. August 1914: Der Weltkrieg wurde auch im Vereinigten Königreich erklärt. Die WSPU-Aktivitäten wurden sofort eingestellt. Die „NUWSS“-Aktivitäten wurden friedlich weitergeführt – der Zweig der Organisation in Birmingham fuhr fort, Einfluss auf das Parlament zu nehmen und Briefe an Abgeordnete zu schreiben.
- 6. Februar 1918: Das Gesetz Representation of the People Act 1918 gab allen Frauen über 30 Jahren das Wahlrecht, die entweder im Wahlregister der Kommune standen oder mit einem dort verzeichneten Mann verheiratet waren. Ungefähr 8,4 Millionen bekamen das Wahlrecht.[37]
- 21. November 1918: Das Gesetz Parliament (Qualification of Women) Act 1918 wurde verabschiedet, das Frauen ab 21 Jahren ermöglichte, in das Parlament gewählt zu werden.[38]
- 1928: Frauen erhielten das Wahlrecht unter den gleichen Bedingungen wie die Männer (über 21 Jahre). Dies war das Ergebnis des Gesetzes Representation of the People (Equal Franchise) Act 1928.[39]

## Primärquellen
- Lewis, J., Hrsg.: Before the Vote Was Won: Arguments for and Against Women's Suffrage (1987)
- McPhee, C., and A. Fitzgerald, Hrsg.: The Non-Violent Militant: Selected Writings of Teresa Billington-Greig (1987)
- Marcus, J., Hrsg.: Suffrage and the Pankhursts (1987)